# Gustav Adolf Olsen
Gustav Adolf Olsen var en norsk regissör och manusförfattare. År 1920 regisserade han sin första och enda film Kaksen paa Øverland. Han skrev också filmens manus.

## Filmografi
- 1920 – Kaksen paa Øverland